# Maíla Machado
Maíla de Paula Machado (ur. 22 stycznia 1981 w Limeirze) – brazylijska lekkoatletka, sprinterka, płotkarka. Trzykrotna mistrzyni Ameryki Południowej, trzykrotna złota medalistka mistrzostw ibero-amerykańskich, medalistka uniwersjady, trzykrotna olimpijka (Ateny, Pekin, Rio de Janeiro). Wielokrotna medalistka mistrzostw Ameryki Południowej U20.

## Przebieg kariery
W 1998 roku została brązową medalistką mistrzostw Ameryki Południowej juniorów, w latach 1999-2000 zdobyła kolejne cztery medale zmagań tej rangi. W 2000 roku otrzymała srebrny medal mistrzostw ibero-amerykańskich w konkurencji biegu na 100 m ppł. a także wystartowała w mistrzostwach świata U20, w których zajęła 8. miejsce w finale zmagań w tej samej konkurencji. Rok później została srebrną medalistką uniwersjady w konkurencji biegu sztafet 4 × 100 m, jak również srebrną medalistką mistrzostw Ameryki Południowej w biegu na 100 m ppł. W 2003 roku była uczestniczką halowych mistrzostw świata w Birmingham, zmagania w konkurencji biegu na 60 m ppł zakończyła w fazie eliminacji. Niewiele lepiej radziła sobie kilka miesięcy później na mistrzostwach świata w Paryżu, gdy odpadła w półfinale konkursu biegu na 100 m ppł, zajmując w swej grupie 7. miejsce.
Wzięła udział w rozgrywanych w Atenach igrzyskach olimpijskich. W ich trakcie odpadła w eliminacjach biegu na 100 m ppł, uzyskując czas 13,35 i zajmując 6. miejsce w grupie oraz 27. miejsce w gronie wszystkich lekkoatletek.
W 2005 roku po raz pierwszy w karierze została mistrzynią Ameryki Południowej, tytuł mistrzowski otrzymała w konkurencji biegu na 100 m ppł. Rok później otrzymała tytuł mistrzowski na czempionacie ibero-amerykańskim w konkurencji biegu na 100 m ppł oraz biegu sztafet 4 × 100 m, w tych samych konkurencjach zdobyła też złote medale mistrzostw Ameryki Południowej, rozgrywanych w Tunji.
Na igrzyskach olimpijskich w Pekinie uzyskała w eliminacjach biegu na 100 m ppł czas 13,45 i zajęła w tej grupie 7. miejsce, tym samym nie awansując do kolejnej fazy zmagań. W biegu na 100 m ppł sięgnęła w 2011 roku po srebrny medal mistrzostw Ameryki Południowej, pięć lat później zaś została srebrną medalistką ibero-amerykańskiego czempionatu w Rio de Janeiro. Podczas trzeciego i ostatniego występu na igrzyskach olimpijskich, który miał miejsce w Rio de Janeiro, odpadła w eliminacjach biegu na 100 m ppł (uzyskała czas 13,09 i zajęła 5. miejsce w grupie oraz 30. miejsce w gronie wszystkich zgłoszonych do startu zawodniczek).

## Osiągnięcia
| Rok     | Zawody                                   | Miasto         | Miejsce | Konkurencja        | Wynik |
| ------- | ---------------------------------------- | -------------- | ------- | ------------------ | ----- |
| 1998    | Mistrzostwa Ameryki Południowej juniorów | Córdoba        | brąz    | bieg na 100 m ppł  | 14,57 |
| 1999    | Mistrzostwa panamerykańskie juniorów     | Tampa          | brąz    | bieg na 100 m ppł  | 13,92 |
| 1999    | Mistrzostwa Ameryki Południowej juniorów | Concepción     | złoto   | bieg na 100 m ppł  | 13,85 |
| 1999    | Mistrzostwa Ameryki Południowej juniorów | Concepción     | srebro  | sztafeta 4 × 100 m | 46,63 |
| 2000    | Mistrzostwa ibero-amerykańskie           | Rio de Janeiro | srebro  | bieg na 100 m ppł  | 13,25 |
| 2000    | Mistrzostwa Ameryki Południowej juniorów | São Leopoldo   | złoto   | bieg na 100 m ppł  | 14,00 |
| 2000    | Mistrzostwa Ameryki Południowej juniorów | São Leopoldo   | brąz    | sztafeta 4 × 100 m | 47,39 |
| 2000    | Mistrzostwa świata juniorów              | Santiago       | 8.      | bieg na 100 m ppł  | 13,50 |
| 2001    | Mistrzostwa Ameryki Południowej          | Manaus         | srebro  | bieg na 100 m ppł  | 13,18 |
| 2001    | Uniwersjada                              | Pekin          | 7.      | bieg na 100 m ppł  | 13,38 |
| 2001    | Uniwersjada                              | Pekin          | srebro  | sztafeta 4 × 100 m | 44,13 |
| 2002    | Mistrzostwa ibero-amerykańskie           | Gwatemala      | złoto   | bieg na 100 m ppł  | 13,15 |
| 2003    | Halowe mistrzostwa świata                | Birmingham     | 5. H    | bieg na 60 m ppł   | 8,29  |
| 2003    | Mistrzostwa Ameryki Południowej          | Barquisimeto   | srebro  | bieg na 100 m ppł  | 13,63 |
| 2003    | Igrzyska panamerykańskie                 | Santo Domingo  | 5. SF   | bieg na 100 m ppł  | 13,17 |
| 2003    | Mistrzostwa świata                       | Paryż          | 7. SF   | bieg na 100 m ppł  | 13,34 |
| 2004    | Mistrzostwa ibero-amerykańskie           | Huelva         | srebro  | bieg na 100 m ppł  | 13,42 |
| 2004    | Igrzyska olimpijskie                     | Ateny          | 6. H    | bieg na 100 m ppł  | 13,35 |
| 2005    | Mistrzostwa Ameryki Południowej          | Cali           | złoto   | bieg na 100 m ppł  | 13,18 |
| 2005    | Mistrzostwa świata                       | Helsinki       | 5. H    | bieg na 100 m ppł  | 13,21 |
| 2006    | Halowe mistrzostwa świata                | Moskwa         | 6. H    | bieg na 100 m ppł  | 8,08  |
| 2006    | Mistrzostwa ibero-amerykańskie           | Ponce          | złoto   | bieg na 100 m ppł  | 13,02 |
| 2006    | Mistrzostwa ibero-amerykańskie           | Ponce          | złoto   | sztafeta 4 × 100 m | 44,49 |
| 2006    | Mistrzostwa Ameryki Południowej          | Tunja          | złoto   | bieg na 100 m ppł  | 13,28 |
| 2006    | Mistrzostwa Ameryki Południowej          | Tunja          | złoto   | sztafeta 4 × 100 m | 44,72 |
| 2008    | Igrzyska olimpijskie                     | Pekin          | 7. H    | bieg na 100 m ppł  | 13,45 |
| 2010    | Mistrzostwa ibero-amerykańskie           | San Fernando   | 3. H    | bieg na 100 m ppł  | 13,74 |
| 2011    | Mistrzostwa Ameryki Południowej          | Buenos Aires   | srebro  | bieg na 100 m ppł  | 13,22 |
| 2011    | Igrzyska panamerykańskie                 | Guadalajara    | 5.      | bieg na 100 m ppł  | 13,14 |
| 2012    | Mistrzostwa ibero-amerykańskie           | Barquisimeto   | 5.      | bieg na 100 m ppł  | 13,47 |
| 2016    | Mistrzostwa ibero-amerykańskie           | Rio de Janeiro | srebro  | bieg na 100 m ppł  | 12,99 |
| 2016    | Igrzyska olimpijskie                     | Rio de Janeiro | 5. H    | bieg na 100 m ppł  | 13,09 |
| Źródło: |                                          |                |         |                    |       |

W latach 2001–2016 dziesięciokrotnie zdobyła tytuł mistrzyni Brazylii.

## Rekordy życiowe
- bieg na 100 m – 11,74 (18 lutego 2006, São Paulo)
- bieg na 100 m ppł – 12,86 (17 kwietnia 2004, Ibirapuera Park)
- sztafeta 4 × 100 m – 44,99 (18 maja 2011, Uberlândia)

Halowe
- bieg na 60 m ppł – 8,08 (11 marca 2006, Moskwa)

Źródło: 